# Angelo Domenghini
Angelo Domenghini (Lallio, 25 agosto 1941) è un ex calciatore e allenatore di calcio italiano, di ruolo attaccante. Con la nazionale italiana è stato campione d'Europa nel 1968 e vicecampione del mondo nel 1970.

## Caratteristiche tecniche
Agiva prevalentemente da ala, distinguendosi per la velocità e la duttilità tattica. In possesso di grande potenza nel tiro, durante la militanza all'Inter ricoprì anche il ruolo di centravanti.

## Carriera

### Giocatore

#### Club

Domenghini in azione ai tempi del Cagliari, inseguito dal milanista Giovanni Trapattoni

Cresciuto nel settore giovanile dell'Atalanta, esordì in Serie A proprio con gli orobici il 4 giugno 1961 nella sconfitta contro l'Udinese. Due anni più tardi, il 2 giugno 1963, realizzò una tripletta che consentì ai bergamaschi di aggiudicarsi la Coppa Italia ai danni del Torino. Lui e Giannini sono gli unici ad aver segnato tre reti nella finale della manifestazione.
Nel 1964 passò all'Inter di Helenio Herrera, giocando spesso da prima punta per via della presenza di Jair nel ruolo di ala destra. Con 54 gol in 164 partite contribuì alla vittoria di due scudetti, una Coppa dei Campioni e due Coppe Intercontinentali. Firmò poi per il Cagliari, nell'ambito della trattativa che portò Roberto Boninsegna in nerazzurro; alla prima stagione in rossoblu vinse il campionato.
Dopo l'esperienza sarda, nel 1973 si trasferì alla Roma per volontà dell'allenatore Manlio Scopigno, con il quale aveva vinto lo scudetto nel 1970. Con la squadra giallorossa disputò una sola stagione, mettendo a segno 4 gol in 30 presenze; con il cambio di allenatore in favore di Nils Liedholm venne messo fuori dai piani della squadra.
Dopo l'esperienza nella capitale giocò in altri club, tra cui in Serie A Verona e Foggia, chiudendo nel Trento nel 1979.

#### Nazionale

Domenghini in azzurro (il primo accosciato da destra) per Italia-Galles del 4 novembre 1969

Conta 33 presenze e 7 gol in Nazionale, dove debuttò il 10 novembre 1963 contro l'Unione Sovietica. Nella finale dell'Europeo 1968 pareggiò la rete della Jugoslavia, permettendo agli azzurri di conquistare il titolo continentale nella ripetizione.
Ai Mondiali 1970 realizzò il gol con cui la squadra italiana s'impose sulla Svezia; il torneo terminò con un secondo posto per gli azzurri, battuti dal Brasile in finale.

### Allenatore
Tra le altre squadre, allenò a più riprese il Derthona, all'inizio della stagione 1983-1984 la Torres e la Sambenedettese nel campionato 1987-1988 e all'inizio della stagione 1988-1989.

## Riconoscimenti
- Il Cagliari lo ha inserito nella sua Hall of Fame.[14]

## Statistiche

### Presenze e reti nei club
| Stagione        | Squadra         | Campionato      | Campionato | Campionato | Coppe nazionali | Coppe nazionali | Coppe nazionali | Coppe continentali | Coppe continentali | Coppe continentali | Altre coppe | Altre coppe | Altre coppe | Totale | Totale |
| Stagione        | Squadra         | Comp            | Pres       | Reti       | Comp            | Pres            | Reti            | Comp               | Pres               | Reti               | Comp        | Pres        | Reti        | Pres   | Reti   |
| --------------- | --------------- | --------------- | ---------- | ---------- | --------------- | --------------- | --------------- | ------------------ | ------------------ | ------------------ | ----------- | ----------- | ----------- | ------ | ------ |
| 1960-1961       | Atalanta        | A               | 1          | 0          | CI              | 0               | 0               | -                  | -                  | -                  | -           | -           | -           | 1      | 0      |
| 1961-1962       | Atalanta        | A               | 3          | 0          | CI              | 1               | 0               | -                  | -                  | -                  | CM          | 8           | 2           | 12     | 2      |
| 1962-1963       | Atalanta        | A               | 33         | 8          | CI              | 3               | 5               | -                  | -                  | -                  | CdA         | 4           | 0           | 40     | 13     |
| 1963-1964       | Atalanta        | A               | 32         | 9          | CI              | 0               | 0               | CdC                | 3                  | 1                  | CdA         | 0           | 0           | 35     | 10     |
| Totale Atalanta | Totale Atalanta | Totale Atalanta | 69         | 17         |                 | 4               | 5               |                    | 3                  | 1                  |             | 12          | 2           | 88     | 25     |
| 1964-1965       | Inter           | A               | 26         | 9          | CI              | 1               | 0               | CC                 | 3                  | 1                  | CInt        | 1           | 0           | 31     | 10     |
| 1965-1966       | Inter           | A               | 31         | 12         | CI              | 2               | 1               | CC                 | 3                  | 1                  | CInt        | 0           | 0           | 36     | 14     |
| 1966-1967       | Inter           | A               | 29         | 9          | CI              | 2               | 0               | CC                 | 8                  | 0                  | -           | -           | -           | 39     | 9      |
| 1967-1968       | Inter           | A               | 26         | 11         | CI              | 8               | 1               | -                  | -                  | -                  | Int         | 1           | 0           | 35     | 12     |
| 1968-1969       | Inter           | A               | 22         | 9          | CI              | 3               | 0               | -                  | -                  | -                  | -           | -           | -           | 25     | 9      |
| Totale Inter    | Totale Inter    | Totale Inter    | 134        | 50         |                 | 16              | 2               |                    | 14                 | 2                  |             | 2           | 0           | 166    | 54     |
| 1969-1970       | Cagliari        | A               | 30         | 8          | CI              | 4               | 0               | CdF                | 4                  | 1                  | -           | -           | -           | 38     | 9      |
| 1970-1971       | Cagliari        | A               | 29         | 8          | CI              | 3               | 1               | CC                 | 4                  | 0                  | CAI+TP      | 4+2         | 2+0         | 42     | 11     |
| 1971-1972       | Cagliari        | A               | 23         | 2          | CI              | 3               | 1               | -                  | -                  | -                  | CAI         | 0           | 0           | 26     | 3      |
| 1972-1973       | Cagliari        | A               | 17         | 0          | CI              | 4               | 0               | CU                 | 2                  | 1                  | -           | -           | -           | 23     | 1      |
| Totale Cagliari | Totale Cagliari | Totale Cagliari | 99         | 18         |                 | 14              | 2               |                    | 10                 | 2                  |             | 6           | 2           | 129    | 24     |
| 1973-1974       | Roma            | A               | 30         | 4          | CI              | 2               | 0               | -                  | -                  | -                  | -           | -           | -           | 32     | 4      |
| 1974-1975       | Verona          | B               | 28         | 3          | CI              | 2               | 0               | -                  | -                  | -                  | -           | -           | -           | 30     | 3      |
| 1975-1976       | Verona          | A               | 0          | 0          | CI              | 0               | 0               | -                  | -                  | -                  | -           | -           | -           | 0      | 0      |
| Totale Verona   | Totale Verona   | Totale Verona   | 28         | 3          |                 | 2               | 0               |                    | -                  | -                  |             | -           | -           | 30     | 3      |
| 1976-1977       | Foggia          | A               | 17         | 4          | CI              | 0               | 0               | -                  | -                  | -                  | -           | -           | -           | 17     | 4      |
| 1977-1978       | Olbia           | C               | 21         | 10         | CI-S            | ?               | ?               | -                  | -                  | -                  | -           | -           | -           | 21+    | 10+    |
| 1978-1979       | Trento          | C1              | 19         | 3          | CI-S            | ?               | ?               | -                  | -                  | -                  | -           | -           | -           | 19+    | 3+     |
| Totale carriera | Totale carriera | Totale carriera | 417        | 109        |                 | 38+             | 9+              |                    | 27                 | 5                  |             | 20          | 4           | 502+   | 127+   |

### Cronologia presenze e reti in nazionale
| Cronologia completa delle presenze e delle reti in nazionale ― Italia | Cronologia completa delle presenze e delle reti in nazionale ― Italia | Cronologia completa delle presenze e delle reti in nazionale ― Italia | Cronologia completa delle presenze e delle reti in nazionale ― Italia | Cronologia completa delle presenze e delle reti in nazionale ― Italia | Cronologia completa delle presenze e delle reti in nazionale ― Italia | Cronologia completa delle presenze e delle reti in nazionale ― Italia | Cronologia completa delle presenze e delle reti in nazionale ― Italia |
| Data                                                                  | Città                                                                 | In casa                                                               | Risultato                                                             | Ospiti                                                                | Competizione                                                          | Reti                                                                  | Note                                                                  |
| --------------------------------------------------------------------- | --------------------------------------------------------------------- | --------------------------------------------------------------------- | --------------------------------------------------------------------- | --------------------------------------------------------------------- | --------------------------------------------------------------------- | --------------------------------------------------------------------- | --------------------------------------------------------------------- |
| 10-11-1963                                                            | Roma                                                                  | Italia                                                                | 1 – 1                                                                 | Unione Sovietica                                                      | Qual. Euro 1964                                                       | -                                                                     |                                                                       |
| 19-3-1966                                                             | Parigi                                                                | Francia                                                               | 0 – 0                                                                 | Italia                                                                | Amichevole                                                            | -                                                                     | 46’                                                                   |
| 18-6-1966                                                             | Milano                                                                | Italia                                                                | 1 – 0                                                                 | Austria                                                               | Amichevole                                                            | -                                                                     | 46’                                                                   |
| 1-11-1966                                                             | Milano                                                                | Italia                                                                | 1 – 0                                                                 | Unione Sovietica                                                      | Amichevole                                                            | -                                                                     |                                                                       |
| 26-11-1966                                                            | Napoli                                                                | Italia                                                                | 3 – 1                                                                 | Romania                                                               | Qual. Euro 1968                                                       | -                                                                     |                                                                       |
| 22-3-1967                                                             | Nicosia                                                               | Cipro                                                                 | 0 – 2                                                                 | Italia                                                                | Qual. Euro 1968                                                       | 1                                                                     |                                                                       |
| 27-3-1967                                                             | Roma                                                                  | Italia                                                                | 1 – 1                                                                 | Portogallo                                                            | Amichevole                                                            | -                                                                     | 46’                                                                   |
| 1-11-1967                                                             | Cosenza                                                               | Italia                                                                | 5 – 0                                                                 | Cipro                                                                 | Qual. Euro 1968                                                       | -                                                                     |                                                                       |
| 18-11-1967                                                            | Berna                                                                 | Svizzera                                                              | 2 – 2                                                                 | Italia                                                                | Qual. Euro 1968                                                       | -                                                                     |                                                                       |
| 23-12-1967                                                            | Cagliari                                                              | Italia                                                                | 4 – 0                                                                 | Svizzera                                                              | Qual. Euro 1968                                                       | 2                                                                     |                                                                       |
| 6-4-1968                                                              | Sofia                                                                 | Bulgaria                                                              | 3 – 2                                                                 | Italia                                                                | Qual. Euro 1968                                                       | -                                                                     |                                                                       |
| 20-4-1968                                                             | Napoli                                                                | Italia                                                                | 2 – 0                                                                 | Bulgaria                                                              | Qual. Euro 1968                                                       | 1                                                                     |                                                                       |
| 5-6-1968                                                              | Napoli                                                                | Italia                                                                | 0 – 0 dts                                                             | Unione Sovietica                                                      | Euro 1968 - Semifinale                                                | -                                                                     |                                                                       |
| 8-6-1968                                                              | Roma                                                                  | Italia                                                                | 1 – 1 dts                                                             | Jugoslavia                                                            | Euro 1968 - Finale                                                    | 1                                                                     |                                                                       |
| 10-6-1968                                                             | Roma                                                                  | Italia                                                                | 2 – 0                                                                 | Jugoslavia                                                            | Euro 1968 - Finale (ripetizione)                                      | -                                                                     |                                                                       |
| 23-10-1968                                                            | Cardiff                                                               | Galles                                                                | 0 – 1                                                                 | Italia                                                                | Qual. Mondiali 1970                                                   | -                                                                     |                                                                       |
| 1-1-1969                                                              | Città del Messico                                                     | Messico                                                               | 2 – 3                                                                 | Italia                                                                | Amichevole                                                            | -                                                                     |                                                                       |
| 24-5-1969                                                             | Torino                                                                | Italia                                                                | 0 – 0                                                                 | Bulgaria                                                              | Amichevole                                                            | -                                                                     |                                                                       |
| 4-11-1969                                                             | Roma                                                                  | Italia                                                                | 4 – 1                                                                 | Galles                                                                | Qual. Mondiali 1970                                                   | -                                                                     |                                                                       |
| 22-11-1969                                                            | Napoli                                                                | Italia                                                                | 3 – 0                                                                 | Germania Est                                                          | Qual. Mondiali 1970                                                   | 1                                                                     |                                                                       |
| 21-2-1970                                                             | Madrid                                                                | Spagna                                                                | 2 – 2                                                                 | Italia                                                                | Amichevole                                                            | -                                                                     |                                                                       |
| 10-5-1970                                                             | Lisbona                                                               | Portogallo                                                            | 1 – 2                                                                 | Italia                                                                | Amichevole                                                            | -                                                                     |                                                                       |
| 3-6-1970                                                              | Toluca                                                                | Italia                                                                | 1 – 0                                                                 | Svezia                                                                | Mondiali 1970 - 1º turno                                              | 1                                                                     |                                                                       |
| 6-6-1970                                                              | Puebla                                                                | Italia                                                                | 0 – 0                                                                 | Uruguay                                                               | Mondiali 1970 - 1º turno                                              | -                                                                     | 46’                                                                   |
| 11-6-1970                                                             | Toluca                                                                | Italia                                                                | 0 – 0                                                                 | Israele                                                               | Mondiali 1970 - 1º turno                                              | -                                                                     | 46’                                                                   |
| 14-6-1970                                                             | Toluca                                                                | Italia                                                                | 4 – 1                                                                 | Messico                                                               | Mondiali 1970 - Quarti di finale                                      | -                                                                     | 84’                                                                   |
| 17-6-1970                                                             | Città del Messico                                                     | Italia                                                                | 4 – 3 dts                                                             | Germania Ovest                                                        | Mondiali 1970 - Semifinale                                            | -                                                                     |                                                                       |
| 21-6-1970                                                             | Città del Messico                                                     | Brasile                                                               | 4 – 1                                                                 | Italia                                                                | Mondiali 1970 - Finale                                                | -                                                                     |                                                                       |
| 17-10-1970                                                            | Berna                                                                 | Svizzera                                                              | 1 – 1                                                                 | Italia                                                                | Amichevole                                                            | -                                                                     |                                                                       |
| 31-10-1970                                                            | Vienna                                                                | Austria                                                               | 1 – 2                                                                 | Italia                                                                | Qual. Euro 1972                                                       | -                                                                     |                                                                       |
| 8-12-1970                                                             | Firenze                                                               | Italia                                                                | 3 – 0                                                                 | Irlanda                                                               | Qual. Euro 1972                                                       | -                                                                     |                                                                       |
| 9-6-1971                                                              | Stoccolma                                                             | Svezia                                                                | 0 – 0                                                                 | Italia                                                                | Qual. Euro 1972                                                       | -                                                                     |                                                                       |
| 29-4-1972                                                             | Milano                                                                | Italia                                                                | 0 – 0                                                                 | Belgio                                                                | Qual. Euro 1972                                                       | -                                                                     | 46’                                                                   |
| Totale                                                                |                                                                       | Presenze (73º posto)                                                  | 33                                                                    |                                                                       | Reti (49º posto)                                                      | 7                                                                     |                                                                       |

### Record
- Unico giocatore insieme a Giuseppe Giannini ad aver segnato una tripletta in una finale di Coppa Italia
- Primo giocatore dell'Atalanta (ed uno dei due in assoluto, insieme ad Ademola Lookman) ad aver segnato una tripletta in una finale di una qualunque competizione ufficiale

## Palmarès

### Giocatore

#### Club

##### Competizioni nazionali

Domenghini all'Atalanta al termine della vittoriosa Coppa Italia 1962-1963, in cui fu capocannoniere dell'edizione, accanto al capitano bergamasco Gardoni intento a sollevare il trofeo

- Coppa Italia: 1

Atalanta: 1962-1963
- Campionato italiano: 3

Inter: 1964-1965, 1965-1966
Cagliari: 1969-1970

##### Competizioni internazionali
- Coppa Intercontinentale: 2

Inter: 1964, 1965
- Coppa dei Campioni: 1

Inter: 1964-1965

#### Nazionale
- Campionato d'Europa: 1

Italia 1968

#### Individuale
- Capocannoniere della Coppa Italia: 1

1962-1963 (5 gol)